# بلانکا فرناندس اوچوآ
بلانکا فرناندس اوچوآ (اسپانیایی: Blanca Fernández Ochoa‎; ۲۲ آوریل ۱۹۶۳ – اوت ۲۰۱۹) اسکی‌باز آلپاین زن اهل اسپانیا بود.